# Pseudophera divergens
Pseudophera divergens är en insektsart som först beskrevs av Schmidt 1911.  Pseudophera divergens ingår i släktet Pseudophera och familjen dvärgstritar. Inga underarter finns listade i Catalogue of Life.